# Xích Diễm Đằng Không
Xích Diễm Đằng Không (tiếng Trung: 赤焰騰空; tạm dịch: Ngọn lửa đỏ bay lên trời) là bức tranh của họa sĩ cuối thời Thanh Ngô Hữu Như (吳有如) vẽ về hiện tượng bí ẩn xảy ra ở thành Kim Lăng, Trung Quốc vào năm 1892. Ông từng có mặt tại hiện trường vào lúc đó và vẽ tranh về vụ này rồi cho đăng trên tờ Điểm Thạch Trai họa báo. Một số chuyên gia ngày nay tin rằng bức tranh này chính là hình ảnh minh họa UFO sớm nhất của Trung Quốc. Đồng thời, nó còn được coi là báo cáo cổ đại hiếm hoi về trường hợp chứng kiến UFO và cũng là bức tranh duy nhất về hiện tượng quan sát thấy UFO vào thời Thanh.

## Diễn biến
Theo Xích Diễm Đằng Không ký của Ngô Hữu Như, vào khoảng 8 giờ tối ngày 28 tháng 9 năm Quang Tự thứ 18 đời Thanh (17 tháng 11 năm 1892), ở phía nam thành Kim Lăng (nay là Nam Kinh), một "cái thảm lửa" trông "giống như quả trứng khổng lồ" đột nhiên xuất hiện trên bầu trời. Nó bay chậm rãi từ tây sang đông và rồi cuối cùng biến mất trong không trung.
Đúng lúc đó, hàng trăm người dân đang đi bộ trên cầu Chu Tước tại miếu Khổng Tử thành Kim Lăng đều chứng kiến cảnh tượng này. Một số người suy đoán rằng đó có thể là một quả thiên thạch bay ngang qua mà thôi, nhưng tốc độ của UFO rất chậm từ gần đến xa, không giống như thiên thạch lướt qua trong tích tắc; số khác thì cho rằng vật thể này chính là đèn trời do trẻ em thả, nhưng gió đêm đó thổi về hướng bắc, còn vật thể đó bay về hướng đông ngược gió, nên rõ ràng đó không phải là đèn trời. Một ông già nói rằng UFO đến từ bên ngoài cổng thành phía nam và phát ra tiếng động nhỏ khi mới đến đây.

## Tranh vẽ
Ngô Hữu Như (吳有如; ? – kh. 1893), tên thật là Ngô Gia Du (吳嘉猷), là họa sĩ nổi tiếng vào cuối thời Thanh, đã tới phỏng vấn những người dân chứng kiến UFO vào thời điểm đó và vẽ một bức tranh minh họa về vụ này mang tên Xích Diễm Đằng Không được đăng trên tờ Điểm Thạch Trai họa báo. Về sau, Điểm Thạch Trai họa báo được Ngô Hữu Như thu thập thành tập tranh nhan đề Ngô Hữu Như họa bảo thuộc bộ sưu tập Thượng Hải Bích Viên trân tàng. Bức tranh Xích Diễm Đằng Không được xuất bản ở trang 11 của tập 12 của bộ sưu tập này. Hiện nay búc tranh này đang được lưu giữ tại Thư viện Bích Viên Thượng Hải.
Bức tranh mô tả gần năm mươi nhân vật với nhiều biểu cảm khác nhau. Chú thích bên cạnh bức tranh cũng ghi lại thời gian, địa điểm, số lượng nhân chứng và các chi tiết khác của sự kiện. Một phân tích về vật thể đã loại trừ khả năng đó là thiên thạch hoặc một chiếc đèn trời.